# Берёза Максимовича
Берёза Максимовича (лат. Betula maximowicziana) — листопадное дерево, вид растений рода Берёза (Betula) семейства Берёзовые (Betulaceae).

## Название
Вид назван в честь Карла Ивановича Максимовича (1827—1891), российского ботаника, академика Императорской Санкт-Петербургской Академии Наук, исследователя флоры Дальнего Востока и Японии.

## Распространение и экология
Основная часть ареала берёзы Максимовича находится на территории Японии (острова Хонсю и Хоккайдо). В России встречается только на Курильских островах (юг острова Кунашир — Серноводский перешеек, мысы Алёхина и Ивановский и в кальдере вулкана Головнина).
Занесено в Красную книгу России и Красную книгу Сахалинской области.
Растёт одиночно или небольшими группами в смешанных лесах.

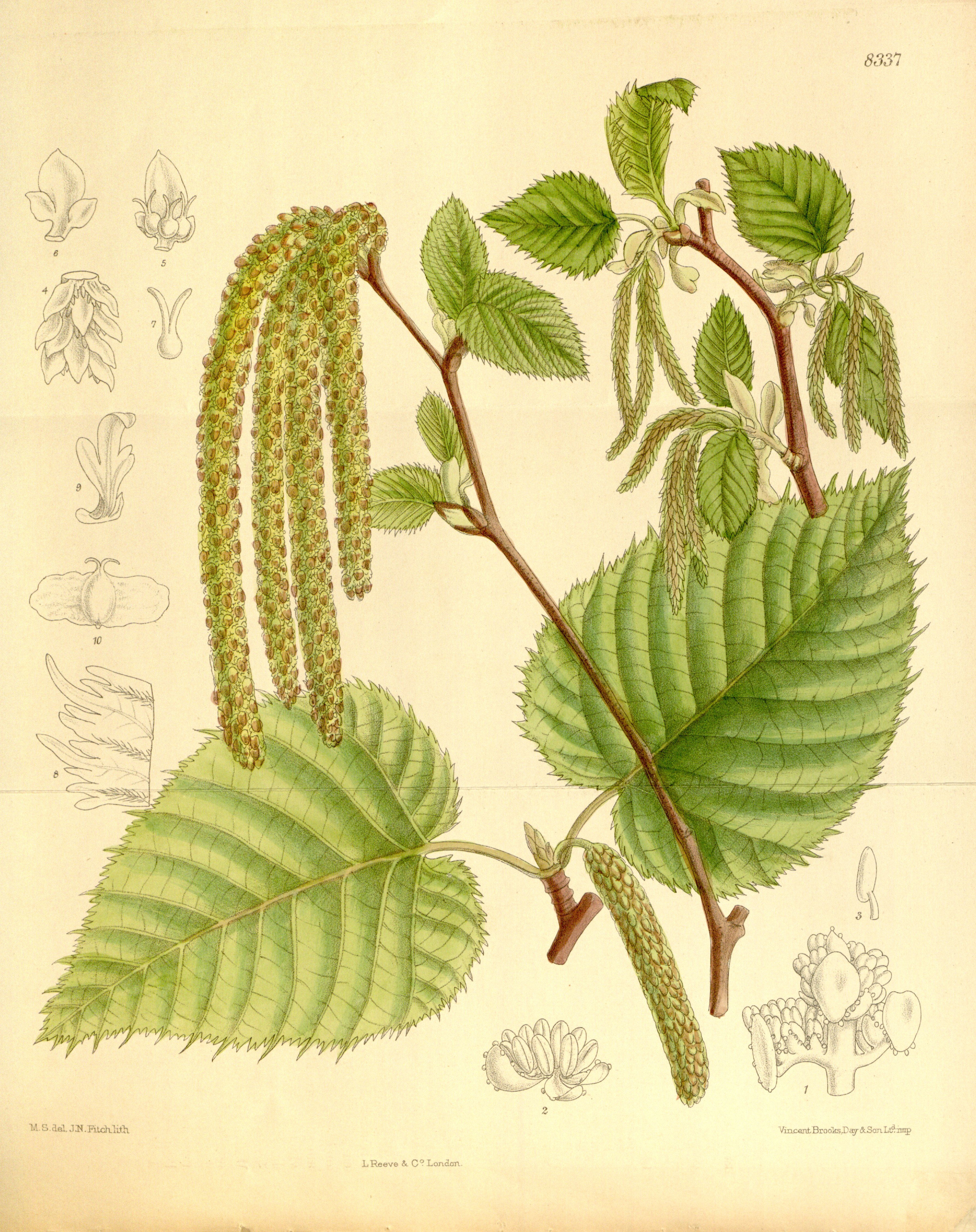
из книги «Curtis's Botanical Magazine».

## Ботаническое описание
Дерево высотой до 30 метров с корой необычного для берёзы цвета: серой или оранжево-серой, напоминающей больше кору ольхи. На молодых ветвях кора вишнёво-коричневая. Ствол старых деревьев может достигать в диаметре 1,2 м.
Почки голые, клейкие, яйцевидной формы. Листья яйцевидно-округлые, коротко заострённые, с глубоко сердцевидным основанием, очень крупные (длина листа до 14 см, ширина до 10 см), на голом черешке длиной 3—3,5 см.
Плодущие серёжки поникшие, цилиндрической формы, длиной 5—7 см, диаметром 9—12 мм, расположены кистями по 3—4 штуки. Прицветные чешуйки в очертании ромбические, трёхлопастные с тремя заметными жилками; лопасти на концах закруглённые, средняя — длиннее боковых вверх направленных.
Плоды — почти ромбовидные красно-коричневые орешки длиной 2—3 мм с крылышками в 3—4 раза шире орешка. Вес 1000 семян 0,2 г.

## Применение
В культуру в России введена с конца XIX столетия.  Благодаря необычному цвету коры и крупным листьям Берёза Максимовича является декоративным видом и заслуживает введение в озеленение населённых мест на юге Дальнего Востока России.
Древесина этой берёзы тяжёлая, без ясного разделения ядра и заболони. В Японии она используется для постройки домов, также экспортируется в Европу и Америку под названием «красная берёза».

## Таксономия
Вид Берёза Максимовича входит в род Берёза (Betula) подсемейства Берёзовые (Betuloideae) семейства Берёзовые (Betulaceae) порядка Букоцветные (Fagales).
|  |                                      |  |                                                             |                                                             |                     |  | ещё 7 семейств (согласно Системе APG II) | ещё 7 семейств (согласно Системе APG II)                   |                                                            |  |  |  | ещё 1—2 рода        | ещё 1—2 рода           |  |  |
|  |                                      |  |                                                             |                                                             |                     |  | ещё 7 семейств (согласно Системе APG II) | ещё 7 семейств (согласно Системе APG II)                   |                                                            |  |  |  | ещё 1—2 рода        | ещё 1—2 рода           |  |  |
|  |                                      |  |                                                             | порядок Букоцветные                                         |                     |  |                                          |                                                            | подсемейство Берёзовые                                     |  |  |  |                     | вид Берёза Максимовича |  |  |
|  |                                      |  |                                                             | порядок Букоцветные                                         |                     |  |                                          |                                                            | подсемейство Берёзовые                                     |  |  |  |                     | вид Берёза Максимовича |  |  |
|  | отдел Цветковые, или Покрытосеменные |  |                                                             |                                                             | семейство Берёзовые |  |                                          |                                                            | род Берёза                                                 |  |  |  |                     |                        |  |  |
|  | отдел Цветковые, или Покрытосеменные |  |                                                             |                                                             |                     |  |                                          |                                                            |                                                            |  |  |  |                     |                        |  |  |
|  |                                      |  | ещё 44 порядка цветковых растений (согласно Системе APG II) | ещё 44 порядка цветковых растений (согласно Системе APG II) |                     |  |                                          | ещё одно подсемейство, Лещиновые (согласно Системе APG II) | ещё одно подсемейство, Лещиновые (согласно Системе APG II) |  |  |  | ещё более 110 видов |                        |  |  |
|  |                                      |  |                                                             | ещё 44 порядка цветковых растений (согласно Системе APG II) |                     |  |                                          |                                                            | ещё одно подсемейство, Лещиновые (согласно Системе APG II) |  |  |  |                     |                        |  |  |